# Emperador Xizong de Tang
L'Emperador Xizong de Tang (xinès simplificat: 唐僖宗) (Chang'an 862 - 888) va ser el 18è emperador de la Dinastia Tang. Va regnar des del 873. quan tenia 12 fins a la seva mort el 888.

## Biografia
Va néixer el 8 de juny de 862 a Chang`àn (l'actual Xi'an a la província de Shaanxi). Nascut amb el nom de Li Yuan, que més tard el va canviar per Li Xuan. Va ser el cinquè fill del seu predecessor Li Zhao l'emperador Yizong i de l'emperadriu Hui'an. Va morir a l'edat de 27 anys i el va succeir el seu germà gran, l'Emperador Zhaozong.
Va ser enterrat a Jinghling (situat al poble de Nanling, ciutat de Tiefo, comtat de Gan, Shaanxi).

### El poder dels eunucs
Com ja havia passat amb els sues antecessors, Li Yuan va arribar al poder gràcies a el paper dels eunucs dins la Cort, en el seu cas amb el suport especial de Tian Lingzi que controlava el govern, però amb una situació caòtica que va afavorir tot tipus de rebel·lions.
Xizong va ser cuidat per Tian Lingzi des que era un nen, i d'ell en depenia molt emocionalment. Un cop al poder, va anomenar Tian Lingzi com "pare" i li va donar el títol tinent de Zuojun. D'aquesta manera, les principals decisions de la dinastia van quedar en mans de l'eunuc.

### Taoisme
Durant el seu mandat el taoisme va tenir una presència destacada amb l'arribada a la Cort de Du Guangting (杜光庭) (850–933). Un sacerdot taoista i escriptor de ficció que va actuar com a conseller, redactor de decrets i comissionat pels rituals taoistes.

### Rebel·lions agràries
El seu regnat es va veure envaït per les grans rebel·lions agràries liderades per Wang Xianzhi i Huang Chao.
L'any 874 va començar una onada de revoltes camperoles, arran d'una terrible sequera, i també pels problemes derivats del comerç de la sal. La més important va ser la liderada per Huang Chao, que el 878 va marxar cap al sud i va saquejar Guangzhou i després va marxar cap al nord, on va prendre Luoyang a finals del 880 i Chang'an el 881. Encara que Huang Chao va intentar instal·lar un règim a la capital, es va mostrar cruel i inepte. Envoltat per exèrcits lleials i generals provincials, el 883 es va veure obligat a abandonar Chang'an i retirar-se a Henan i després a Shandong, on va morir el 884.
La dinastia va perdurar fins al 907, però l'últim quart de segle va estar dominat pels generals i els senyors de la guerra provincials. Amb la progressiva decadència del govern central als anys 880 i 890, la Xina es va desintegrar en una sèrie de regnes pràcticament independents. La unitat no es va restaurar fins molt després que es va establir la dinastia Song.